# Diallage
La diàllage (dal greco diallagē, «accordo», derivato da diallássein, «cambiare») è una figura retorica che consiste nel far convergere sulla stessa conclusione molti argomenti diversi. Si chiama diallage anche un tipo di accumulazione in cui almeno un termine è costituito da due o più sinonimi.

## Esempi
Tipo di accumulazione:
- ma spietata sdegnosa altera e dura (Boiardo, Amorum libri)

Convergenza di argomenti:
- Assenza di senso: distruzione del senso, perdita del senso, constatazione che in nessun momento vi è stata traccia, indizio, sintomo di senso. (Giorgio Manganelli, Rumori e voci)